# Great Aycliffe
Great Aycliffe – civil parish w Anglii, w hrabstwie Durham. W 2011 civil parish liczyła 26633 mieszkańców.